# Хант, Кристал
Кристал Хант (англ. Crystal Hunt; род. 5 февраля 1985, Клируотер, Флорида) — американская актриса. Она получила известность по роли Лиззи Сполдинг, многострадальной дочери Бет Рейнс Сполдинг (Бет Чамберлин), в дневной мыльной опере CBS «Направляющий свет». Роль принесла ей номинацию на Дневную премию «Эмми» в 2005 году.
Родилась в Клируотере, штат Флорида. Она появилась в подростковых кинофильмах «Скакун Дерби» (2005) и «Сидни Уайт» (2007), а в 2009 году вернулась к мыльным операм с ролью Стейси Мораско «Одна жизнь, чтобы жить». Она покинула шоу после года. В 2015 году она взяла на себя роль самой себя в постановочном реалити-шоу/мыльной опере «Королевы драмы», снимаясь с Донной Миллз, Ванессой Марсел, Линдси Хартли, Крайсти Фаррис и Хантер Тайло.
В 2014 году она оказалась в центре внимания избив женщину в баре. Хант была приговорена к трем годам лишения свободы условно.

## Фильмография
| Год             | Название на русском    | Название на английском | Роль                            | Примечания |
| --------------- | ---------------------- | ---------------------- | ------------------------------- | --- |
| 2003-2006       | Направляющий свет      | Guiding Light          | Лиззи Сполдинг                  | Регулярная роль Номинация — Дневная премия «Эмми» лучшей молодой актрисе (2005) Номинация — Премия «Дайджеста мыльных опер» лучшей злодейки (2005) |
| 2005            | Скакун Дерби           | The Derby Stallion     | Джилл Овертон                   | |
| 2007            | Сидни Уайт             | Sydney White           | Диметрия «Динки» Розмари Хочкис | |
| 2009-2010, 2012 | Одна жизнь, чтобы жить | One Life to Live       | Стейси Мораско                  | Регулярная роль |
| 2013            | Бруклин в Манхэттене   | N.Y.C. Underground     | Ханна                           | |
| 2014            | Всё изменилось в 23    | 23 Blast               | Молли                           | |
| 2015            | Супер Майк XXL         | Magic Mike XXL         | Лорен                           | |